# Swałowicze
Swałowicze (ukr. Сваловичі) – wieś na Ukrainie, w obwodzie wołyńskim, w rejonie kamieńskim. 
W 2017 roku we wsi nakręcono film Malowany ptak w reżyserii Václava Marhoula.
Kiedyś liczyła ponad 50 mieszkańców, a w 2023 roku mieszkało w niej już tylko 12 osób.
Do 2020 w rejonie lubieszowskim. 